# Fournès
Fournès é uma comuna francesa na região administrativa de Occitânia, no departamento de Gard. Estende-se por uma área de 17,66 km². Em 2010 a comuna tinha 1 093 habitantes (densidade: 61,9 hab./km²).